# Shorttrack-Weltmeisterschaften 2007
Die Shorttrack-Weltmeisterschaften 2007 fanden vom 9. bis 11. März 2007 in Mailand statt. Die Titelkämpfe fanden nach 1980 damit zum zweiten Mal in der norditalienischen Stadt statt.
Insgesamt wurden zwölf Wettbewerbe ausgetragen. Es gab, jeweils für Frauen und Männer, einen Mehrkampf sowie Einzelrennen über 500, 1000 und 1500 Meter. Die acht in der Mehrkampfwertung am besten platzierten Läufer nach diesen drei Strecken traten außerdem über 3000 Meter an. Zusätzlich gab es Staffelwettbewerbe, bei den Frauen über 3000 Meter und bei den Männern über 5000 Meter.
In den Mehrkampf flossen die erzielten Ergebnisse über die vier Einzelstrecken ein. Der Erstplatzierte in einem Einzelrennen bekam 34 Punkte, der Zweite 21, der Dritte 13, der Vierte acht, der Fünfte fünf, der Sechste drei, der Siebte zwei und der Achte einen. Allerdings wurden nur Punkte vergeben, wenn der Läufer das Finale erreichte. Bei einer Disqualifikation wurden keine Punkte zuerkannt. Die Addition der erzielten Punkte eines Läufers ergab das Endklassement im Mehrkampf.

## Teilnehmende Nationen
Insgesamt nahmen an der Weltmeisterschaft 30 Länder mit insgesamt 136 Athleten, 64 Frauen und 72 Männer, teil.
| Teilnehmende Nationen (Frauen/Männer)                                                                                              | Teilnehmende Nationen (Frauen/Männer)                                                                      | Teilnehmende Nationen (Frauen/Männer)                                                                        | Teilnehmende Nationen (Frauen/Männer)                                                                  | Teilnehmende Nationen (Frauen/Männer) |
| --- | --- | --- | --- | ------------------------------------- |
| Australien (1/5) Belgien (0/2) Brasilien (0/1) Bulgarien (2/2) Volksrepublik China (5/5) Chinesisch Taipeh (0/2) Deutschland (5/5) | Frankreich (1/2) Großbritannien (2/2) Israel (1/1) Italien (5/5) Japan (5/2) Kanada (5/5) Kasachstan (2/2) | Lettland (2/2) Neuseeland (0/1) Niederlande (2/2) Österreich (1/1) Polen (2/2) Rumänien (2/1) Russland (5/2) | Schweden (1/0) Serbien (1/1) Slowakei (0/2) Südkorea (5/5) Tschechien (1/2) Ukraine (0/2) Ungarn (2/1) | USA (5/5) Belarus (1/2)               |

## Zeitplan
Der Zeitplan war parallel für Frauen und Männer wie folgt gestaltet.
Freitag, 9. März 2007
- 1500 m: Vorlauf, Halbfinale, Finale
- Staffel: Halbfinale (Frauen)

Samstag, 10. März 2007
- 500 m: Vorlauf, Viertelfinale, Halbfinale, Finale
- Staffel: Halbfinale (Männer)

Sonntag, 11. März 2007
- 1000 m: Vorlauf, Halbfinale, Finale
- 3000 m: Superfinale
- Staffel: Finale

## Ergebnisse

### Frauen

#### Mehrkampf
- In den Spalten 1500, 500, 1000 und 3000 m ist erst angegeben, welche Platzierung der Athlet erreichte, dahinter in Klammern, wie viele Punkte er dafür erhielt.

| Rang | Name            | Punkte | 500 m  | 1000 m | 1500 m | 3000 m |
| ---- | --------------- | ------ | ------ | ------ | ------ | ------ |
| 1.   | Jin Sun-yu      | 89     | 10 (0) | 1 (34) | 2 (21) | 1 (34) |
| 2.   | Jung Eun-ju     | 89     | 3 (13) | 2 (21) | 1 (34) | 2 (21) |
| 3.   | Kalyna Roberge  | 42     | 1 (34) | 8 (0)  | 7 (0)  | 4 (8)  |
| 4.   | Zhou Yang       | 34     | 5 (0)  | 3 (13) | 4 (8)  | 3 (13) |
| 5.   | Arianna Fontana | 26     | 2 (21) | 6 (0)  | 14 (0) | 5 (5)  |
| 6.   | Fu Tianyu       | 14     | 4 (0)  | 4 (8)  | 6 (3)  | 6 (3)  |
| 7.   | Byun Chun-sa    | 14     | 9 (0)  | 7 (0)  | 3 (13) | 8 (1)  |
| 8.   | Allison Baver   | 7      | 24 (0) | 5 (0)  | 5 (5)  | 7 (2)  |

#### 500 Meter
| Rang | Name            | Zeit            |
| ---- | --------------- | --------------- |
| 1.   | Kalyna Roberge  | 45,329 s        |
| 2.   | Arianna Fontana | 45,394 s        |
| 3.   | Jung Eun-ju     | 47,865 s        |
| 4.   | Fu Tianyu       | disqualifiziert |
| 5.   | Zhou Yang       | 44,999 s        |
| 6.   | Marta Capurso   | 45,806 s        |
| 7.   | Amanda Overland | 45,946 s        |
| 8.   | Anne Maltais    | disqualifiziert |

Datum: 10. März 2007
Rang 1–4 im Finale, Rang 5–8 im Halbfinale.

#### 1000 Meter
| Rang | Name              | Zeit         |
| ---- | ----------------- | ------------ |
| 1.   | Jin Sun-yu        | 1:31,622 min |
| 2.   | Jung Eun-ju       | 1:31,777 min |
| 3.   | Zhou Yang         | 1:31,810 min |
| 4.   | Fu Tianyu         | 1:34,557 min |
| 5.   | Allison Baver     | 1:32,188 min |
| 6.   | Arianna Fontana   | 1:32,906 min |
| 7.   | Byun Chun-sa      | 1:33,022 min |
| 8.   | Kalyna Roberge    | 1:32,352 min |
| 9.   | Veronika Windisch | 1:33,650 min |

Datum: 11. März 2007
Rang 1–4 im Finale, Rang 5–9 im Halbfinale.

#### 1500 Meter
| Rang | Name          | Zeit         |
| ---- | ------------- | ------------ |
| 1.   | Jung Eun-ju   | 2:22,303 min |
| 2.   | Jin Sun-yu    | 2:22,381 min |
| 3.   | Byun Chun-sa  | 2:22,520 min |
| 4.   | Zhou Yang     | 2:22,539 min |
| 5.   | Allison Baver | 2:24,303 min |
| 6.   | Fu Tianyu     | 2:29,558 min |

Datum: 9. März 2007
Rang 1–6 im Finale.

#### 3000 Meter Superfinale
| Rang | Name            | Zeit         |
| ---- | --------------- | ------------ |
| 1.   | Jin Sun-yu      | 5:44,247 min |
| 2.   | Jung Eun-ju     | 5:44,387 min |
| 3.   | Zhou Yang       | 5:45,101 min |
| 4.   | Kalyna Roberge  | 5:45,555 min |
| 5.   | Arianna Fontana | 5:46,028 min |
| 6.   | Fu Tianyu       | 5:52,627 min |
| 7.   | Allison Baver   | 5:52,973 min |
| 8.   | Byun Chun-sa    | 6:10,261 min |

Datum: 11. März 2007
Superfinale der acht besten Mehrkämpferinnen nach drei Strecken.

#### 3000 Meter Staffel
| Rang | Name                                                              | Zeit         |
| ---- | ----------------------------------------------------------------- | ------------ |
| 1.   | SüdkoreaJin Sun-yu Jeon Ji-soo Jung Eun-ju Byun Chun-sa           | 4:14,450 min |
| 2.   | Volksrepublik ChinaZhu Mi Lei Zhou Yang Fu Tianyu Cheng Xiaolei   | 4:17,268 min |
| 3.   | KanadaAnne Maltais Kalyna Roberge Annik Plamondon Amanda Overland | 4:18,748 min |
| 4.   | ItalienMarta Capurso Arianna Fontana Cecilia Maffei Katia Zini    | 4:18,816 min |

Datum: 9. bis 11. März 2007
4 Staffeln im Finale.

### Männer

#### Mehrkampf
- In den Spalten 1500, 500, 1000 und 3000 m ist erst angegeben, welche Platzierung der Athlet erreichte, dahinter in Klammern, wie viele Punkte er dafür erhielt.

| Rang | Name                    | Punkte | 500 m  | 1000 m | 1500 m  | 3000 m |
| ---- | ----------------------- | ------ | ------ | ------ | ------- | ------ |
| 1.   | Ahn Hyun-soo            | 81     | 3 (13) | 1 (34) | 3 (13)  | 2 (21) |
| 2.   | Charles Hamelin         | 63     | 1 (34) | 2 (21) | DNS (0) | 4 (8)  |
| 3.   | Apolo Anton Ohno        | 60     | 7 (0)  | 3 (13) | 1 (34)  | 3 (13) |
| 4.   | Song Kyung-taek         | 42     | 4 (8)  | 10 (0) | 6 (0)   | 1 (34) |
| 5.   | François-Louis Tremblay | 34     | 2 (21) | 4 (8)  | 7 (0)   | 5 (5)  |
| 6.   | Nicola Rodigari         | 24     | 9 (0)  | 13 (0) | 2 (21)  | 6 (3)  |
| 7.   | Jordan Malone           | 14     | 5 (5)  | 9 (0)  | 4 (8)   | 8 (1)  |
| 8.   | Yuri Confortola         | 7      | 10 (0) | 5 (5)  | 11 (0)  | 7 (2)  |

#### 500 Meter
| Rang | Name                    | Zeit            |
| ---- | ----------------------- | --------------- |
| 1.   | Charles Hamelin         | 41,449 s        |
| 2.   | François-Louis Tremblay | 41,514 s        |
| 3.   | Ahn Hyun-soo            | 41,625 s        |
| 4.   | Song Kyung-taek         | 41,758 s        |
| 5.   | Jordan Malone           | 41,815 s        |
| 6.   | Li Ye                   | 51,574 s        |
| 7.   | Apolo Anton Ohno        | disqualifiziert |
| 8.   | Olivier Jean            | disqualifiziert |

Datum: 10. März 2007
Rang 1–5 im Finale, Rang 6–8 im Halbfinale.

#### 1000 Meter
| Rang | Name                    | Zeit            |
| ---- | ----------------------- | --------------- |
| 1.   | Ahn Hyun-soo            | 1:27,177 min    |
| 2.   | Charles Hamelin         | 1:27,217 min    |
| 3.   | Apolo Anton Ohno        | 1:27,465 min    |
| 4.   | François-Louis Tremblay | 1:27,538 min    |
| 5.   | Yuri Confortola         | 1:29,145 min    |
| 6.   | Li Ye                   | 1:26,286 min    |
| 7.   | Viktor Knoch            | 1:28,317 min    |
| 8.   | Kim Byeong-jun          | 1:26,426 min    |
| 9.   | Jordan Malone           | 1:59,759 min    |
| 10.  | Song Kyung-taek         | disqualifiziert |

Datum: 11. März 2007
Rang 1–5 im Finale, Rang 6–10 im Halbfinale.

#### 1500 Meter
| Rang | Name             | Zeit                    |
| ---- | ---------------- | ----------------------- |
| 1.   | Apolo Anton Ohno | 2:33,793 min            |
| 2.   | Nicola Rodigari  | 2:33,841 min            |
| 3.   | Ahn Hyun-soo     | 3:22,818 min            |
| 4.   | Jordan Malone    | Wettkampf nicht beendet |
| 5.   | Olivier Jean     | disqualifiziert         |
| 6.   | Song Kyung-taek  | disqualifiziert         |

Datum: 9. März 2007
Rang 1–6 im Finale.

#### 3000 Meter Superfinale
| Rang | Name                    | Zeit         |
| ---- | ----------------------- | ------------ |
| 1.   | Song Kyung-taek         | 4:52,853 min |
| 2.   | Ahn Hyun-soo            | 4:55,414 min |
| 3.   | Apolo Anton Ohno        | 4:56,139 min |
| 4.   | Charles Hamelin         | 4:56,251 min |
| 5.   | François-Louis Tremblay | 4:56,977 min |
| 6.   | Nicola Rodigari         | 4:57,431 min |
| 7.   | Yuri Confortola         | 4:59,177 min |
| 8.   | Jordan Malone           | 5:13,863 min |

Datum: 11. März 2007
Superfinale der acht besten Mehrkämpfer nach drei Strecken.

#### 5000 Meter Staffel
| Rang | Name                                                                             | Zeit         |
| ---- | -------------------------------------------------------------------------------- | ------------ |
| 1.   | SüdkoreaSong Kyung-taek Ahn Hyun-soo Kim Hyun-kon Sung Si-bak                    | 6:55,399 min |
| 2.   | KanadaCharles Hamelin Olivier Jean François-Louis Tremblay Jean-François Monette | 6:56,130 min |
| 3.   | Vereinigte StaatenRyan Bedford Travis Jayner Jordan Malone Apolo Anton Ohno      | 6:58,702 min |
| 4.   | ItalienYuri Confortola Nicola Rodigari Fabio Carta Roberto Serra                 | 6:58,806 min |

Datum: 10. bis 11. März 2007
4 Staffeln im Finale.

## Medaillenspiegel
| Rang   | Nation              | Gold | Silber | Bronze | Gesamt |
| ------ | ------------------- | ---- | ------ | ------ | ------ |
| 1      | Südkorea            | 9    | 5      | 4      | 18     |
| 2      | Kanada              | 2    | 4      | 2      | 8      |
| 3      | Vereinigte Staaten  | 1    | –      | 4      | 5      |
| 4      | Italien             | –    | 2      | –      | 2      |
| 5      | Volksrepublik China | –    | 1      | 2      | 3      |
| Gesamt | Gesamt              | 12   | 12     | 12     | 36     |